# Mosshult
Mosshult är en by i Färgaryds socken i Hylte kommun, Småland.
Mosshult bestod i äldre tid av två gårdar: Södra och Norra och Mosshult. Båda gårdarna delades dock vid mitten av 1700-talet i två och senare fanns här fyra gårdar. På ägorna har även backstuga Fredelund, även kallad Fredrikslund, samt Fridslund som en tid var soldattorp legat.